# Cittadella di Tabriz
La cittadella di Ali Shah (in persiano ارگ علیشاه‎, detta anche arg) è una struttura fortificata in rovina sita nel centro della città iraniana di Tabriz, a 650 m da piazza Saat. Le sue mura furono demolite tra il 1981 e il 1982, mentre sono in via di demolizione la facciata, il recinto e l'ingresso della moschea e della cittadella stessa. Queste rovine sono registrate come opera nazionale.

## Storia
(Robert Byron, La via per l'Oxiana)
La storia della cittadella risulta essere fortemente dinamica ed è correlata agli svariati eventi susseguitisi nella città di Tabriz, come i terremoti, le guerre intestine, le numerose invasioni e i cambiamenti sociopolitici. La sua costruzione iniziò nel 1297 con la moschea e la cinta muraria. Nel 1356 la cittadella venne occupata dalle truppe di Ganī Bek, che distrussero la moschea dedicata al ministro locale Ali Shah per farne un accampamento militare.
Nel XVII secolo il complesso subì ulteriori danneggiamenti per via dei saccheggi degli ottomani e del terremoto del 1640. Ulteriori terremoti avvenuti nel secolo successivo (1721 e 1780) modificarono radicalmente l'aspetto della cinta muraria. Il principe Abbas Mirza fece costruire un fossato attorno alle mura e vennero aggiunte ulteriori fortificazioni. Nel 1806 la moschea Ali Shah fu trasformata in un'armeria e prese la denominazione di arg. Negli anni successivi, alle mura vennero applicate delle mattonelle smaltate e vi furono incisi i versi del Corano.
Durante la dinastia Pahlavi la parte superiore della cittadella venne trasformata dapprima in un giardino, poi in un memoriale dedicato al milite ignoto. Oggi resta solo un edificio in mattoni e l'intera area è inaccessibile.